# Грб општине Лапово
На средини штита је приказана Света Параскева, заштитник Лапова. Крст Светог Андрије указује на чињеницу да је Лапово било једна од најважнијих раскрсница путева и железничких пруга у Србији. Пшеница на штиту представља земљорадњу, лист храста шуме, а поље реку Мораву.
Рањени дивљи вепар је апокрифни грб Србије, касније додељен Шумадији (шумовитој земљи), где се Лапово налази. Плава боја коња, држача штита, поново симболише име реке Мораве (стара реч морав значи тамноплав).

### Употреба
Грб је у употреби од марта 2000. године.